# Es (dźwięk)
Es (E♭) – dźwięk, którego częstotliwość dla es¹ wynosi około 311,2 Hz. Stanowi tonikę gam Es-dur i es-moll. Jest to obniżony za pomocą bemola dźwięk e. Dźwięki o tej samej wysokości to: dis oraz feses (dźwięki enharmoniczne).